# COCORO (曲)
『COCORO』（ココロ）は、4D-JAMの1枚目のシングル。

## 内容
ふるかわ魔法、シオジリケンジ率いるユニットのメジャーデビューシングル。

## 批評
『CDジャーナル』は「ヒップホップ色もR&B色も適度に散りばめられている。心地よさ抜群」と評した。

## 収録曲
全曲　作詞：ふるかわ魔法・シオジリケンジ　作曲：シオジリケンジ　編曲：4D-JAM
1. COCORO
2. Natural Things
3. SHAMELESS